# Łosowicz
Łosowicz (Syrokomla złamana) – polski herb szlachecki, odmiana herbu Syrokomla.

## Opis herbu
Opis z wykorzystaniem klasycznych zasad blazonowania:
W polu czerwonym łękawica srebrna, której lewa część złamana w dół, na niej zaćwieczony krzyż srebrny. klejnot: nad hełmem w koronie trzy pióra strusie. Labry: czerwone, podbite srebrem.

## Najwcześniejsze wzmianki
Szymon Okolski w Orbis Polonus błędnie przypisał rodzinie Łosowiczów herb Rozmiar. Właściwy herb Łosowicz pojawia się po raz pierwszy u Kojałowicza. Oba stanowiska przytacza następnie Kasper Niesiecki.

## Herbowni
Jedna rodzina herbownych (herb własny):
Łosowicz.